# François Marie Daudin
François Marie Daudin (1776–1803) fue un zoólogo francés.
Debido a una enfermedad que contrajo en la infancia sus miembros inferiores quedaron paralizados. Daudin escribió: "Traité élémentaire et complet d'Ornithologie" que fue uno de los primeros manuales modernos de ornitología que combinó la nomenclatura binomial linneana con las descripciones anatómicas y fisiológicas de Buffon, proyecto que comenzó con gran ímpetu y no logró concluir.
En 1800, también publicó Recueil de mémoires et de notes sur des espèces inédites ou peu connues de mollusques, de vers et de zoophytes (Colección de memorias y notas sobre especies nuevas o poco conocidas de moluscos, gusanos y zoófitos).
Daudin encontró su mayor éxito en la herpetología. Publicó Histoire naturelle des reinettes, des grenouilles et des crapauds en 1802, y Histoire naturelle, générale et particulière des reptiles en 1802–1803. Este último trabajo contiene descripciones de 517 especies, muchas de ellas por primera vez, con base en el examen de más de 1100 especímenes.
Él fue asistido por su esposa Adèle, quien dibujó 37 de las 100 ilustraciones, y aunque sus libros fueron fracasos comerciales, la pareja no vivió en la pobreza, gracias a la fortuna familiar. Ella murió de tuberculosis a principios de 1804 y él la siguió un mes después, a los veintisiete años y tres meses.

## Obra
- Recueil de memoires... sur les Mollusques, de Vers et les Zoophytes. París 1806 p. m.
- Histoire naturelle des rainettes, des grenouilles et des crapauds. Bertrandet y Levrault, París 1802/03
- Histoire naturelle, générale et particulière, des reptiles. Dufart, París 1802–05 p. m.
- Recueil de mémoires et de notes sur des espèces inédites ou peu connues de mollusques, de vers et de zoophytes. Fuchs, Treuttel & Wurtz, París 1800
- Traité élémentaire et complet d'ornithologie  ou  Histoire naturelle des oiseaux. Bertrandet, París 1800

## Créditos taxonómicos
A pesar de su corta vida, Daudin hizo una contribución duradera a la taxonomía.

### Aves
- Accipiter minullus
- Accipiter tachiro
- Anhinga rufa
- Anthochaera paradoxa
- Ciccaba huhula
- Circus ranivorus
- Corvus leucognaphalus
- Crypsirina temia
- Falco chicquera
- Falco rufigularis
- Falco tinnunculus rupicolus
- Haliaeetus vocifer
- Lamprotornis ornatus
- Lophaetus occipitalis
- Lophostrix cristata
- Loxigilla portoricensis
- Malimbus malimbicus
- Megascops nudipes
- Melanerpes portoricensis
- Melierax gabar
- Morphnus guianensis
- Onychognathus nabouroup
- Paradisaea rubra
- Phaethon lepturus
- Ploceus baglafecht
- Polemaetus bellicosus
- Saltator fuliginosus
- Seleucidis melanoleucus
- Spizaetus ornatus
- Sporopipes frontalis
- Sturnus melanopterus
- Terathopius ecaudatus

### Reptiles
- Género Acanthophis
- Género Bungarus
- Género Corallus
- Género Eryx
- Género Lachesis
- Género Pelamis
- Género Python
- Género Ophisaurus
- Género Takydromus
- Alligator mississippiensis
- Anolis auratus
- Anolis punctatus
- Atretium schistosum
- Bitis cornuta
- Boa constrictor imperator
- Caiman latirostris
- Caiman yacare
- Clelia clelia
- Coronella girondica
- Cuora amboinensis amboinensis
- Dendrelaphis tristis
- Disteira nigrocincta
- Dracaena guianensis
- Dryocalamus nympha
- Elaphe helena
- Enhydrina schistosa
- Eumeces schneideri
- Gopherus polyphemus
- Hemidactylus triedrus
- Hydrophis cyanocinctus
- Hydrophis mamillaris
- Hydrophis obscurus
- Kentropyx striata
- Lacerta bilineata
- Lycodon capucinus
- Micrurus psyches
- Oxybelis fulgidus
- Pituophis melanoleucus
- Rafetus euphraticus
- Ramphotyphlops braminus
- Rhinoclemmys punctularia
- Sceloporus undulatus undulatus
- Scelotes gronovii
- Siphlophis compressus
- Takydromus sexlineatus
- Teius teyou
- Timon lepidus
- Tripanurgos compressus
- Varanus albigularis
- Varanus bengalensis
- Varanus griseus
- Xenoxybelis argenteus

### Anfibios
- Caecilia albiventris
- Cryptobranchus alleganiensis
- Elachistocleis surinamensis
- Hoplobatrachus tigerinus
- Hyla surinamensis (nomen dubium)[1]
- Pelodytes punctatus
- Phyllomedusa hypochondrialis
- Pseudacris ocularis
- Sphaenorhynchus lacteus
- Xenopus laevis

### Moluscos
- Género Spiroglyptus

### Anélidos
- Género Spirorbis

## Honores

### Epónimo
- Dipsochelys daudinii (Duméril & Bibron, 1835) (extinta, Seychelles)

## Abreviatura (zoología)
La abreviatura Daudin  se emplea para indicar a François Marie Daudin como autoridad en la descripción y taxonomía en zoología.